# 同姓不婚
同姓不婚（どうせいふこん）は、同姓の者を一族の者と擬制し、その者との結婚を禁止する中国の制度。違反した場合の刑罰もあった。
古代の夏王朝や殷王朝では族内婚に対して特に規定はなかったと伝えられているが、周王朝以降は長らく同姓婚は忌み嫌われ、周辺諸国にも多大な影響を与えた。父系制社会の象徴的制度で、儒教的思想に基づき支持されていたとされる。満族の建てた清王朝の時代の末期に撤廃され、その後中国北部においては同姓婚も一般的となったものの、台湾では慣習的に同姓婚は避けられているとされる。
同姓不婚制の理由としては、子供が生まれた場合の近親交配による遺伝的な危険性ではなく、女性が不妊に陥りやすいことが挙げられていた。
李氏朝鮮では、同姓不婚制を基に同姓同本不婚（どうせいどうほんふこん）なる制度を設け、本貫が同じであれば結婚を許可しないとしていた。つまり本貫が違えば結婚できるということである。
この中国と朝鮮の制度の違いについては、以下のような挿話がある。文禄・慶長の役で、明王朝との交渉に当った朝鮮の官僚李徳馨（広州李氏）は、大物政治家李山海（韓山李氏）の娘婿となった。それまで明人たちは李徳馨の容儀、学識に敬意を払っていたが、その婚姻を知った途端に、蛮族も同然として軽蔑したという。朝鮮の制度では本貫が違えば何の問題も無いが、明代中国の観点では同姓との結婚そのものが許せなかったのである。
韓国では第二次世界大戦後も「同じ本貫同じ姓（同姓同本）」同士の男女は民法809条において禁婚とされ、同姓同本不婚の制度が存在していた。これには賛否があったものの1997年憲法裁判所がこの制度の憲法不合致の決定をし、1999年より同姓同本の禁婚をさだめた民法の適用を中止することとなり、2005年の民法改正により第809条第1項の規定は「8親等以内の親族との婚姻禁止」に改められた。